# Гизо, Франсуа
Франсуа́ Пьер Гийо́м Гизо́ (фр. François Pierre Guillaume Guizot, 4 октября 1787 — 12 сентября 1874) — французский историк, критик, политический и государственный деятель, идеолог либерального консерватизма.

## Биография
Франсуа Гизо родился в Ниме в протестантской буржуазной семье. Его родители были тайно обвенчаны протестантским священником. 8 апреля 1794 года его отец был гильотинирован, обвинённый в федерализме, в разгар революционного террора. Мать, женщина принципиальная, либеральная и принявшая учение Ж.-Ж. Руссо, увезла мальчика в Женеву, и там, в эмиграции, он получил хорошее образование.
Мадам Гизо была типичной гугеноткой XVIII века, глубоко верующая, непоколебимая в своих принципах, хорошо понимающая свои обязанности. Она сформировала характер своего сына и разделила с ним все превратности его жизни. В период могущества своего сына она, всегда в трауре по своему мужу, была с его друзьями. В момент его изгнания мать последовала за ним в Лондон, где и умерла в глубокой старости.
В 1805 году Гизо возвращается в Париж, чтобы продолжить обучение юриспруденции. Вскоре он пишет критическую статью о Шатобриане, и его литературный талант привлекает благосклонное внимание этого писателя.
В 1812 году Гизо женится на писательнице Полине де Мёлан. Полина, аристократка по происхождению, была вынуждена зарабатывать на жизнь литературным трудом. Когда она заболела, Франсуа Гизо писал за неё статьи в газете «Publiciste». Эта дружба переросла в любовь, несмотря на то, что Полина была старше на 14 лет. От этого брака родился сын, которого тоже звали Франсуа (1819—1837), однако первая жена Гизо умерла рано, в 1827 году.
Будучи вдовцом, он женится в 1828 году на племяннице своей первой жены Элизе Диллон, также писательнице. От этого брака будет трое детей: две дочери Генриетта и Полина, затем сын Гийом (1833). Вторая супруга Гизо умирает вскоре после рождения сына. На протяжении последующих десятилетий спутницей жизни Гизо была княгиня Ливен, хотя официально они отношения не оформляли.

### Политическая деятельность
Участвовать в политической жизни Франсуа Гизо начинает, дождавшись Реставрации. Между 1824 и 1830 годами он публикует несколько больших работ по истории Франции и Англии, а также редактирует многотомное «Собрание записок, относящихся к истории Франции», включившее в себе комментированные переводы средневековых хроник.
В январе 1830 года он избран депутатом Лизье и подписывает обращение 221 против политики Карла X.
Он был за конституционную монархию, защищал Луи-Филиппа, которого приводит на трон Июльская революция. Благодаря этим событиям Гизо попадает в правительство, сначала как министр внутренних дел (1830), затем как министр образования (народного просвещения) в 1832—1836 годах. Под его руководством число начальных школ во Франции достигло 23 тысяч за 15 лет. В качестве министра народного просвещения он полностью пересматривает политику государства в этом вопросе.
В 1836 году Франсуа Пьер Гийом Гизо вошёл в кабинет министров Луи Моле, но в 1837 году, вместе со своими друзьями, вышел из кабинета и несколько времени спустя примкнул к большой коалиции, образовавшейся против Моле из всех оттенков оппозиции. В этот же период он находится в постоянной оппозиции к Тьеру.
Отставка Тьера, слишком воинственного для главы правительства, приводит к назначению маршала Сульта официальным главой правительства. В 1840 году, в новом кабинете министров, Гизо возглавляет министерство иностранных дел, при этом фактически является лидером правительства в 1840—1847 годах.
Избрав мирное направление в своей политике, Гизо понимает необходимость дружеских отношений с Великобританией и с помощью сэра Роберта Пиля устанавливает дружественные связи. В Англии этому противостоит лорд Палмерстон, который, будучи таким же воинственным, как его французский аналог — Тьер, — считает, что Францией надо управлять извне, ослаблять её, учитывая возможность войны в будущем.
Лорда Палмерстона заменяет лорд Абердин, мирный дипломат, защищающий сближение двух либеральных наций Европы.
Политические кризисные моменты продолжаются, но регулярно смягчаются обеими сторонами. Падение британского кабинета министров Роберта Пиля, возвращение лорда Палмерстона, противника англо-французских отношений, кризис испанского наследства привели к разрыву либеральных англо-французских отношений и заставили Францию сблизиться с Австрией в лице Меттерниха, приверженца абсолютной монархии.
Гизо становится премьер-министром в 1847 году, хоть и на короткий срок, но он собирает вокруг себя консервативную партию, стараясь удержать равновесие между демократизацией общества и возвратом к революции.

#### Результаты политической деятельности
Франсуа Гизо был либералом-консерватором, он считал, что нет особой связи между политическим и экономическим либерализмом. Он не был экономическим последователем теории свободной торговли, поскольку полагал, что раз она пришла из Англии, то и выгодна в первую очередь англичанам. Он всегда придерживался мнения, что сельское хозяйство Франции нуждается в защите. С другой стороны, промышленная буржуазия, организованная в союзы, сама толкала правительство на повышение таможенных пошлин.
По мнению Гизо, основные проблемы, с которыми надо было бороться Франции, были не экономическими, а политическими и социальными. Он полагал, что после пятидесяти лет революций и войн, в обществе была рождена большая неуверенность, раздираемая двумя крайностями. С одной стороны, роялисты, ностальгирующие по старому режиму и никогда не теряющие надежду реставрировать старый феодальный порядок, а с другой стороны, республиканцы, некоторые из которых даже пытались вернуться к революционному террору.
Он думал, что либералы призваны создать общество, основанное на свободах и мире, не теряя при этом завоеваний революции, и в особенности закрепить победу буржуазии над аристократией. Для него французская революция была борьбой враждующих интересов, третье сословие восстало против привилегированных классов, затем народ против буржуазии. Речь шла о войне между классами, исход которой надолго определял развитие Истории.
Гизо был частично создателем теории борьбы классов, которую позже систематизировал Карл Маркс. Его рассматривают как отца-основателя подобного изучения истории. Однако он не считал, что пролетариат предназначен для главной роли. По его мнению, пролетариат должен оставаться на подчинённой позиции, какая и была у него в обществе. Пролетариат — это деклассированные элементы, потерявшие свою связь с землёй, и потому они не могут быть ответственными гражданами. Связывая демократию в Европе с античной Грецией, он считал, что демократия — слишком серьёзная вещь, чтобы люмпены могли сказать в ней своё слово. Избирательное право должно быть предоставлено только тем, у кого есть собственность и кто платит налоги: это был период цензового избирательного права.
В 1848 году падение его кабинета министров связано с его упорным отказом изменить закон о выборах. На нём основная ответственность за политическое недовольство, которое спровоцировало революцию февраля 1848 года и уничтожило Июльскую монархию.
В социальных достижениях Гизо необходимо указать закон о запрете эксплуатации детей 1841 года, на мануфактурах до восьми лет, закон, который на деле никогда не был реализован ввиду отсутствия трудовых инспекций. Кроме того, он много раз поднимал вопрос отмены рабства в колониях. В мае 1844 года основные принципы отмены рабства были приняты Национальной ассамблеей.
в 1845 и 1846 году проблема рабства опять обсуждалась, без каких-либо видимых результатов. По факту закон предусматривал отмену рабства… но позже. Однако предварительно сделанная работа была использована республиканцами, когда они голосовали по инициативе Виктора Шельшера за окончательную отмену рабства в 1848 году.

#### Результаты экономической деятельности
С точки зрения развития экономики Франсуа Гизо поощряет предпринимательство, создавая условия для процветания. Но прежде всего он поддерживает сельскохозяйственную деятельность, торговлю и финансы. В полную противоположность индустриалистам под руководством Сен-Симона, он считал, что индустриализация опасна, может повлечь за собой появление пролетариата, который Франсуа Гизо рассматривал как социально нестабильный и политически опасный класс.
Однако за период его руководства кабинетом министров Франция развивалась индустриально как никогда активно:
- он стимулирует объединение капиталов, поощряя создание многих сотен сберегательных касс по всей стране.
- также он покровительствует проведению работ по созданию инфраструктуры (железные дороги, каналы). В 1842 году он принимает большой закон о железнодорожном транспорте, который теперь отхватывает звездой всю Францию, начиная со столицы. За шесть лет 570 километров французских железных дорог, бессвязно рассыпанных по территории Франции, превратились в 1900 километров управляемой сети. Создание дорог ещё ускорилось при Второй империи.
- Трудовое законодательство было существенно упрощено, что позволило владельцам заводов беспрепятственно принимать и увольнять с работы. Это придаёт мобильность рынку и возможность быстрой адаптации к меняющемуся спросу.

За четырнадцать лет производство угля и железа удвоилось. Количество паровых промышленных машин выросло в восемь раз. Создавались первые индустриальные районы Лион, Париж и Мюлуз, на севере Франции и в нижнем течении Сены. Первые поглощения привели к возникновению крупного капитала в металлургии, лёгкой промышленности и в добыче угля.

### Жизнь в отставке
Английское общество, несмотря на протесты некоторых политиков, приняло с распростёртыми объятиями Франсуа Гизо. Ему была оказана честь как послу короля 8 лет назад; ему предлагали существенное денежное содержание, от которого он отказался. Также он не принял место профессора в Оксфорде. Он оставался в Англии примерно год и посвятил это время изучению истории. Он опубликовал два дополнительных тома об английской революции, в 1854 году Историю Английской Республики и Кромвеля (1649—1658). Также он перевёл большое количество произведений Шекспира.

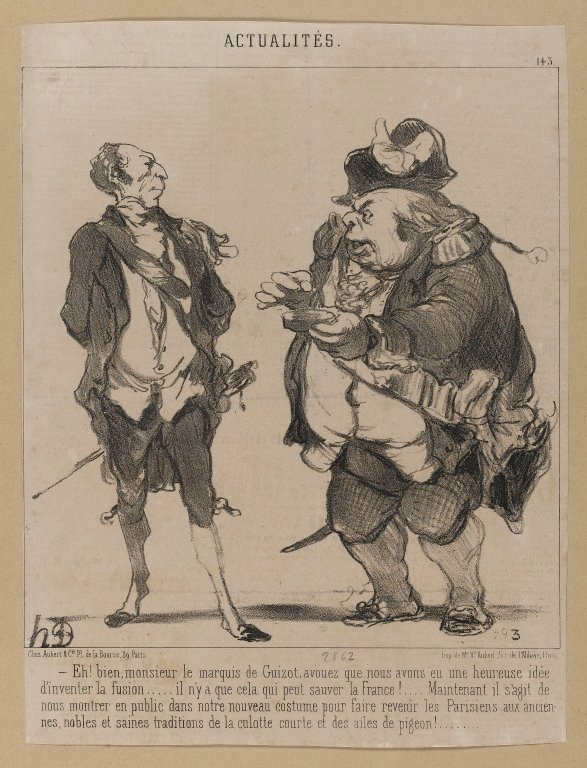
Франсуа Гизо (слева) и Пьер Берье (справа). Карикатура Оноре Домье для серии «Actualités», опубликованная в журнале «Le Charivari» 13 июня 1851 года

Гизо пережил падение монархии и правительства, которым он служил 26 лет. Он мгновенно перешёл из состояния крупного государственного деятеля европейского уровня в состояние философа, наблюдающего за человеческой суетой. Он отдавал себе отчет в том, что отставка была безвозвратной, но никаких жалоб на неудовлетворённые амбиции от него никто никогда не слышал.
Больше всего времени он проводил в бывшем старинном аббатстве, теперь принадлежавшем его семье, в Валь-Рише, около Лизье в Нормандии. Он был отцом большого семейства. Обе его дочери вышли замуж за братьев из голландской семьи Де Витт, так подходящих мировоззрению французских гугенотов. Один из зятьев руководил поместьем. Благодаря этому Гизо посвятил свои последние годы писательскому творчеству с неиссякаемой энергией. Он оставался гордым, независимым, простым борцом до конца своей жизни. Может быть, годы отставки были самыми счастливыми и светлыми в его жизни.
Два учреждения при Второй Империи сохранили свои свободы: Институт Франции и Пресвитерий[уточнить]. До конца своей жизни Франсуа Гизо принимал активное участие в работе обоих. Он был членом трёх из пяти Академий: Академии моральных и политических наук, которую он и воссоздал, Академии надписей и изящной словесности (избран в 1833 году, после А. Дасье) и Французской академии (избран членом в 1836 году).
Около сорока лет на посту академика он боролся за чистоту и независимость науки. При избрании новых членов Академии его голос был очень значим.
Таким же влиянием он пользовался в Пресвитерии Парижа. Его образование и жизненный опыт только усилили его религиозный пыл. Он всю жизнь оставался глубоко верующим, и один из его последних трактатов был посвящён христианству. Несмотря на то что он всегда был предан церкви своих предков и для себя в своей вере боролся с современными тенденциями, которые могли разрушить церковь, тем не менее в нём не было кальвинистской непримиримости. Он уважал католическую веру, веру большинства. Сочинения отцов Церкви Жака Боссюэ и Луи Бурдалу изучались его семьёй наряду с произведениями протестантских священников.
Быстро и спокойно текли годы отставки, занятые литературным творчеством и внуками. Для своих внуков он сочинил историю Франции, доступную, полную и глубокую. «История Франции, рассказанная моим внукам» стала его последним трудом. Эта «История» заканчивалась 1798 годом и была продолжена его дочерью, Генриеттой Гизо де Витт, по запискам отца.
До 1874, года его смерти, Гизо вёл научную деятельность.

## Творчество
Для истории литературы имеют большое значение его труды о Корнеле (1813) и о Шекспире (1825). Вместе с романтиками Гизо проповедовал во Франции культ Шекспира, а у Корнеля отмечал в особенности те элементы творчества, которые выходят из рамок классического канона. Любопытна историко-социологическая трактовка Гизо театра Шекспира как результата неудовлетворённости английской буржуазии народным театром, процветавшим в Англии до Шекспира.
Несколько менее ясно анализирует Гизо творчество Корнеля, театральная реформа которого, по Гизо, произошла в результате установления во Франции абсолютистского строя после борьбы с гугенотами. Социологизм Гизо есть лишь проявление его историзма; в литературе его можно назвать представителем «исторического метода». Частично Гизо был создателем теории «борьбы классов», которая позже была окончательно сформулирована Марксом. Но, в отличие от него, Гизо считал, что пролетариат не может быть допущен к управлению государством.
Критические работы Гизо, целиком связанные с его историческими исследованиями, явились предвестниками социологического изучения литературы. Для лингвистики большое значение имел составленный Гизо словарь синонимов французского языка.

## Сочинения
- Nouveau dictionnaire des synonymes de la langue française. — 1809.
- Corneille et son temps. — 1813.
- Shakespeare et son temps. — 1822.
- Collection des Mémoires relatifs à l’histoire de France, 1824—1826.
- Essais sur l’histoire de France, 1836 (Опыты по истории Франции).
- Histoire de la révolution d’Angleterre depuis l’avènement de Charles Ier jusqu'à sa mort, 1846
  - History of Charles the First and the English Revolution, Vol.I. — London: Bentley, 1854. — 446 p.
  - История английской революции. Т. 1 Т. 2 Т. 3 — СПб., 1868.
- Pourquoi la révolution d’Angleterre a-t-elle réussi ? Discours sur l’histoire de la révolution d’Angleterre, 1850.
- Histoire de la république d’Angleterre, 1855 (История Английской республики).
- Histoire du protectorat de Cromwell et du rétablissement des Stuarts, 1856 (История протектората Кромвеля и реставрации Стюартов).
- Размышления о сущности христианской веры = Méditations sur l’essence de la religion chrétienne. / Пер. свящ. Н. Сергиевского, орд. проф. богословия в Моск. ун-те. — М.: Унив. тип., 1865. — [4], XIV, 187 с.
- В борьбе за свободу : Очерки из жизни Вашингтона = Etude historique sur Washington. — СПб., 1907. — [2], II, 148 с.
- Гизо Франсуа История цивилизации в Европе / Пер. с франц. — М.: Издательский дом «Территория будущего», 2007. (Серия «Университетская библиотека Александра Погорельского»). — 336 с.